# آی‌بی (آلبانی)
آی‌بی (به لاتین: Ibë) یک روستا در آلبانی است که در شهرستان تیرانا واقع شده‌است.